# Кукунєваць
45°26′ пн. ш. 17°05′ сх. д. / 45.44° пн. ш. 17.09° сх. д.
Кукунєваць (хорв. Kukunjevac) — населений пункт у Хорватії, у Пожезько-Славонській жупанії у складі міста Липик.

## Населення
Населення за даними перепису 2011 року становило 233 осіб.
Динаміка чисельності населення поселення:

## Клімат
Середня річна температура становить 11,06 °C, середня максимальна – 25,48 °C, а середня мінімальна – -5,85 °C. Середня річна кількість опадів – 907 мм.
| Клімат поселення                              | Клімат поселення | Клімат поселення | Клімат поселення | Клімат поселення | Клімат поселення | Клімат поселення | Клімат поселення | Клімат поселення | Клімат поселення | Клімат поселення | Клімат поселення | Клімат поселення | Клімат поселення |
| Показник                                      | Січ.             | Лют.             | Бер.             | Квіт.            | Трав.            | Черв.            | Лип.             | Серп.            | Вер.             | Жовт.            | Лист.            | Груд.            |                  |
| Середній максимум, °C                         | 7,16             | 9,08             | 13,49            | 17,49            | 22,28            | 25,48            | 24,55            | 23,91            | 20,18            | 15,43            | 9,92             | 5,58             |                  |
| Середня температура, °C                       | 0,64             | 2,58             | 6,98             | 10,99            | 15,78            | 19,00            | 20,74            | 20,10            | 16,37            | 11,62            | 6,09             | 1,78             |                  |
| Середній мінімум, °C                          | −5,85            | −3,92            | 0,49             | 4,48             | 9,29             | 12,49            | 16,94            | 16,31            | 12,58            | 7,83             | 2,32             | −2,02            |                  |
| Норма опадів, мм                              | 57               | 51               | 62               | 75               | 82               | 98               | 84               | 89               | 75               | 80               | 86               | 68               |                  |
| Середньомісячна швидкість вітру, м/с          | 1.80             | 2.06             | 2.40             | 2.30             | 2.10             | 1.93             | 1.90             | 1.72             | 1.73             | 1.80             | 1.83             | 1.86             |                  |
| Середньомісячна сонячна радіація, кДж/м²·день | 4313             | 7112             | 10943            | 15327            | 19597            | 21722            | 22552            | 19925            | 14856            | 9190             | 4863             | 3571             |                  |
| --------------------------------------------- | ---------------- | ---------------- | ---------------- | ---------------- | ---------------- | ---------------- | ---------------- | ---------------- | ---------------- | ---------------- | ---------------- | ---------------- | ---------------- |
| Джерело:                                      |                  |                  |                  |                  |                  |                  |                  |                  |                  |                  |                  |                  |                  |